# جواو سميث
جواو سميث (بالإنجليزية: Joanna Smith)‏ هي مغنية مؤلفة أمريكية، ولدت في 9 مايو 1985.

## وصلات خارجية
- جواو سميث على موقع ميوزك برينز (الإنجليزية)
- جواو سميث على موقع ديسكوغز (الإنجليزية)